# ニューロティカ
ニューロティカ（NEW ROTE'KA あるいは、旧表記 NEW ROTEeKA）は、日本のパンク・ロックバンド。1984年1月結成。
1990年、日本コロムビアからメジャー・デビュー。現在はセルフマネージメント（NRオフィス）で活動。2022年1月3日に初の日本武道館公演を行う。これは今までの記録を大幅に塗り替える史上“最遅”公演。

## メンバー
- ATSUSHI - ボーカル
1964年10月20日生まれ。通称は「あっちゃん」。ピエロメイクが特徴だが、メジャー後期にはメイクをしないことも多かった。東京都八王子市出身。ヒロミが主催する八王子会の一員でもある。
メジャー時代まではLUUFF (ルーフ) 名義で活動していた。由来はいつも笑顔のため「LAUGH（ラフ）」と名乗るつもりだったのが、綴りを誤りLUUFFとなったことから。しかし、LUUFFよりも「あっちゃん」と呼ばれることが多かったために本名のATSUSHIに戻した。
八王子の実家は創業70年を越える菓子問屋「藤屋」で、ライブが行われない日は若旦那（店長）として仕入れ、販売、掃除などの業務を務めている。
有限会社 NRオフィス代表取締役
新宿LOFT「歴代最多出演者」
- RYO - ギター
5月17日生まれ。サポートメンバーを経て、2014年正式加入。同年限りをもって卒業。2020年、JAMES脱退後に復帰。「Spud」「STARS'N STRIPES」と並行して活動中。宮城県仙台市出身。
- KATARU - ベース
9月6日生まれ。1996年加入。元「THE LOODS」「HELLOWS」。元KUSU KUSUの川上次郎のバンド「Spud」でも活動。PUFFYのバックバンドにも参加した経験もある。近年はアイドル等への楽曲提供も行っている。東京都品川区出身。
- NABO - ドラム
7月2日生まれ。1996年西新宿ロフト公演に初参加。元「HELLOWS」。映像編集者としても活動。千葉県柏市出身。
ながらくヘルプメンバーだったが、2024年に参加から28年を経てバンドに正式加入。

### 元メンバー
- 修豚 - バンマス
1月21日生まれ。1995年12月卒業。担当楽器はギターだが、バンマスであるため歴代のギタリストの数にはカウントされていない。卒業後は自身のバンド「30%LESS FAT」をSHONと結成。現在はバンド活動の傍ら都内で熱帯魚専門店「フィッシュジャパン」とスタジオ「P.I.G.studio」も経営。東京都練馬区出身。
- JACKie - ギター
6月29日生まれ。1985年加入、1998年10月卒業。脱退後は自身のバンド「Deers」を結成したが、現在は音楽活動から退いている。
- SHIZUWO - ギター
4月10日生まれ。1998年加入。2013年2月卒業。卒業後は自身がフロントマンを務めるバンド「シズヲバンド」を結成し、2015年10月からはバンド活動を一時休止してソロで活動中。静岡県富士市出身。
- BAB - ベース
1986年脱退。
- ペイ - ベース
1989年脱退。
- SHON - ベース
5月6日生まれ。1995年12月卒業。元「THE HYDRA」。卒業後は修豚と「30%LESS FAT」を結成するも2009年に脱退。現在はパーティ・パンクバンド「祝い組」で活動中。東京都練馬区出身。
- 本橋 - ドラム
1980年代。
- OUT･IN - ドラム
1987年脱退。
- AKIO - ドラム
12月12日生まれ。1995年12月卒業。元「THE JOKERS」。卒業後は音楽業界から引退し、家業を継ぐ。東京都小平市出身。
- JAMES - ギター
8月8日生まれ。2015年加入。2019年12月卒業。現在は自身のバンド「THE BELGA」で活動中。山口県岩国市出身。

## 略歴
1983年
高校の同級生だったATSUSHIと修豚が文化祭で「シャッフル」というコピーバンドを結成。同バンドはニューロティカの前身となる。
1984年
1月、ボーカルのATSUSHIとギターの修豚を中心に東京都八王子市にてニューロティカ結成。
3月30日、新宿JAM STUDIOで初ライブを行う。警察が駆けつける乱闘騒ぎが起こり新宿JAM出入り禁止
8月、1stテープをリリース。
1985年
地元八王子のパンクバンド「我殺」等と共に「ネオファミリーレコード」を設立。元ザ・スターリンのギタリストであり、当時インディーズ・レーベル「ADKレコード」のオーナーであったタムをプロデュースに迎えた1stソノシート「Go or Stop!」をリリースし、1000枚を完売した。
この頃、ギターのJACKieが加入。ツインギター体勢となる。
1986年～1987年
「ネオファミリー大作戦」と題した企画ライブを都内各地のライブハウスで行い、着実に動員数を増やして行く。ソノシート、EP、オムニバス作品を数枚出す。
1988年
2月、キャプテンレコードからミニ・アルバム「DRINKIN' BOYS」をリリース。
1989年
5月、初のフルアルバム「ハーレム野郎」をキャプテンレコードからリリース。発売記念としてよみうりホールで初めてのホールワンマンを行う。
8月、ロックンロールオリンピックに初参加。同イベントには1992年まで出演した。
9月に渋谷公会堂で2度目のホールワンマンを行う。ライブ当日は全席満席となり、インディーズ界を代表する人気バンドとなる。
12月6～8日、新宿ロフトにて「1000人斬り」と称した3DAYSワンマンライブを行う。チケットは全日分ソールドアウトし、3日目に1000人以上の集客を達成。
1990年
3月、初の全国横断ツアーを行い、4月までに22本のライブを展開。
5月、新宿厚生年金会館にて3度目のホールワンマンを満員にする。
6月、シングル「ア・イ・キ・タ」で日本コロムビアからメジャー・デビュー。同曲はさくらやのCMに起用される。
7月21日、メジャー1stアルバム「よっしゃ、よっしゃ、よっしゃーぁ」発売。同日、新宿ロフトにて発売記念ライブを行うが、アルバム収録曲を1曲も演奏しないまま終わる。 その2日後、渋谷公会堂にてホールワンマンを行う。その後、愛知勤労会館、大阪厚生年金会館中ホール2DAYも大盛況に終わる。
1991年
1月、新宿ロフトにて「10,000人斬りシリーズ」をスタート。新宿ロフトでの動員が10,000人を達成するまで不定期に続けるという企画であった。
2ndアルバム「So Yes, Sir!」を発売、記念コンサートを日比谷野外音楽堂で行う。
1992年
3月、「ロフト10,000人斬りシリーズ・モーレツ7日間春闘」と題して、新宿ロフトでも過去に例のないワンマン7DAYSを敢行。各メンバーがソロ・ユニットバンドで前座として登場し、連日満員となる。さらに7DAYSの翌日のライブにシークレットで飛び入りし、実質8日間連続のライブとなる。
1993年
1月23日・25日の新宿ロフト2DAYSをもって1991年より続けてきた「ロフト10,000人斬り」が達成終了。トータル動員は10,330人であった。
1995年
3月22～31日まで新宿ロフトで10夜連続ワンマンライブを決行。
12月9日、新宿ロフトでのライブを最後にギターの修豚・ベースのSHON・ドラムのAKIOが卒業。バンドはATSUSHIとJACKieの2人だけとなる。
1996年
オーディションを行い、ベースKATARU・ドラムNABOが加入。
2月に新メンバーとしての初ライブを行う。同時にバンド名の表記をNEWROTEeKAからNEWROTE’KAと変更。
1997年
8月3日、新宿ロフトでファンクラブ加入者のみのライブを行う。
1998年
10月10日、渋谷ON AIR EASTでのライブを最後にギターのJACKieが卒業。その後11月にギター・SHIZUWOを迎え、新たなスタートを切る。
1999年
4月、歌舞伎町新宿コマ劇場横に新しく移転したロフトのこけら落としライブをPOTSHOTと共に行う。
2000年
TV-FREAK RECORDSより「絶対絶命のピンチ!!」リリース
2007年
11月、新宿ロフトでバンドとしての出演回数が200回を達成。それまで最多出演だったTHE STAR CLUBの記録を塗り替え、ロフトに最も出演したバンドとなる。この記録は現在も破られていない。
2009年
3月4日、ATSUSHIがKONAMIアーケード音楽ゲーム『pop'n music 17 THE MOVIE』にて楽曲「ピエロのままで」を担当。
2013年
2月7日、新宿ロフトでのライブを最後にギターのSHIZUWOが卒業。この年は数人のサポートメンバー、西園寺 瞳 氣志團、修豚 30%LESS FAT、AZU ゲルググ、暴動 グループ魂、KAZYA 175Rがギターを担当。
2014年
サポートメンバーの1人として活動していたRYOが正式メンバーとして加入。
ベイビーレイズの楽曲「夏色パーティー」を提供。
結成30周年を迎える。現メンバーに元メンバーの修豚・JACKie・SHON・AKIOを加えた8人のメンバーでツアー「8人だョ!全員集合」を5月から開催。また、この8人のメンバーによって製作されたアルバム「インディーズ日本代表」をリリース。
12月31日、新宿ロフトで行われた大晦日ライブを最後にギターのRYOが卒業。
2015年
1月、新しいギタリストJAMESが加入。
結成30周年およびATSUSHI50歳を記念し、ドキュメンタリー映画『あっちゃん』を制作、4月18日より公開。劇中歌『泣き顔ピエロ』はチャラン・ポ・ランタンによる書き下ろし。
2016年
八王子観光PR特使に就任。
9月25日、アルタ前広場(新宿ステーションスクエア)にてフリーライブ開催(来場者2,000人以上)
現在では区画整理により同地でライブが行えない為、アルタ前広場で行われた最後のロックバンドのライブとなる（同地でLAUGHIN' NOSEが約30年前に行ったソノシートバラ撒きに習いニューロティカもCDを無料配布した）。
2018年
10月20日、通算2000本目のライブ「Zepp de NEW ROTE'KA〜祝2000本達成ライブ〜」がZepp Tokyoにて行われる。
2019年
結成35周年を迎える。
私立恵比寿中学のアルバム「MUSiC」収録の楽曲「元気しかない」を提供。MVにもメンバーが出演。
12月20日のクラブチッタ川崎のライブを最後にギターのJAMESが卒業。
2020年
1月、ギターのRYOが復帰。
2021年
1月3日、新宿ロフトにて1年後の2022年1月3日に初の日本武道館公演を行うことをMCにて発表（来場者の大半はATSUSHIのいつもの冴えないギャグだと思い信じていなかった）。
2月、数年ぶりにオフィシャルファンクラブ「ロティカ アミーゴ」発足。
3月9日、武道館公演300日前ファンクラブ限定イベントにて、怒髪天、フラワーカンパニーズ、ザ・コレクターズ、Theピーズと受け継がれて来た武道館バトンがThe ピーズ ボーカル 大木温之からアツシに渡された。
12月12日、前人未到の新宿ロフト出演300回達成。
2022年
1月3日、「ニューロティカの心燃会」日本武道館開催。結成38年目にして初めて武道館公演を行う（これは今までの記録を大幅に塗り替える史上“最遅”公演）。
武道館の舞台は新宿LOFTを再現。ステージ床面は市松模様、小滝橋時代から店舗に飾られている丸時計と電飾看板を舞台上に設置し、名実ともにまさにライブハウス武道館にする。
終演後には、7月17日に日比谷野外音楽堂で31年ぶりの公演を行うことも発表された。
武道館の翌日にはATSUSHIが愛してやまないARBがかつて行ったように新宿LOFT（出演301回目）でライブを行った。
お菓子屋とパンクバンド 二足のわらじで"最遅"武道館公演を行ったバンドとして数々のメディアに取り上げられる。
（テレビ朝日「スーパーJチャンネル」、日本テレビ「シューイチ」、テレビ朝日「激レアさんを連れてきた。」、フジテレビ「Love music」、TOKYO MX「バラいろダンディ」など）
7月17日、1991年以来31年ぶりの日比谷野外大音楽堂にて「野音deロティカ」開催。
1曲目は31年前の野音でもオープニングナンバーを飾った「HIGH-RI-HOO CARNIVAL」。舞台セットや演出も31年前の公演をオマージュした内容であった。
9⽉17日、18日、19⽇、千葉県袖ケ浦海浜公園で開催された「氣志團万博2022 〜房総魂〜」團⻑・綾⼩路 翔のラブコールに応え３年ぶりの現地開催の初日WELCOME ACTとして出演。
2023年
新宿LOFTと共同で毎月第2水曜日に10ヶ月連続ツーマン企画「ビッグ・ウェンズデー」を開催
結成39周年、通算20枚目となるオリジナルアルバムのリリース記念の東名阪クアトロツアー、10月29日には昨年に引き続き「野音deロティカ」開催
2024年
ニューロティカ結成40周年を記念して、各地で旧メンバー（旧ロティカ）を迎えてツアーを開催。
5月下旬、NABOがアキレス腱断裂によりライブ離脱、直近3公演をJUN SKY WALKER(S)のドラマー小林雅之氏のヘルプで開催される。
10月5日 J:COMホール八王子にて「あっちゃん還暦祝賀超大祭」として初の地元八王子でのホールコンサートを開催。
ゲストメンバー：修豚/SHIZUWO/JAMES/SHON/AKIO
スペシャルゲスト：仲野茂（亜無亜危異）/宮田和弥（JUN SKY WALKER(S)）/宮藤官九郎/綾小路翔（氣志團）
綾小路翔 単独での告知であったが当日サプライズで氣志團全員参加
還暦誕生日当日の10月20日 浅草花劇場にて
ゲスト：２丁拳銃/まちゃまちゃ/東京ダイナマイト/ロッシー(野性爆弾)
ゲストプレイヤー：伊東ミキオ（Piano）
東京ダイナマイトは漫才活動は休止中だったが、当日1日限定で復活した

## エピソード
- うまい棒　価格改定に伴う突き出し広告シリーズ、読売新聞全国版の最終回に起用された。[7]
- お笑いコンビ「東京ダイナマイト」のコンビ名の由来は、ニューロティカの楽曲『東京DYNAMITE』からとったもの。また、東京ダイナマイトの活躍を受けて「ダイナマイトでぶっとばせ!」<2005年DIVE INTO FEEDBACK収録>という曲を制作した。[8]
- バイきんぐ 小峠英二は、ニューロティカ結成10周年企画の一環でライブの来場者とステージで一緒に歌おうというコーナーで、当時福岡の高校生だった小峠が抜擢され一緒に「ア・イ・キ・タ」を歌っている。[9]
- 野性爆弾の出囃子は「FUCKIN'XmAs 」である。
- 甲本ヒロト、真島昌利の歴代バンド(THE BLUE HEARTS、THE HIGH-LOWS、ザ・クロマニヨンズ)それぞれのバンドとフェスでの共演ではなく、ライブハウスで対バンしているのはATSUSHI曰くニューロティカだけ。

## ディスコグラフィー

### カセットテープ
1. ニューロティカ 1st TAPE（1984年8月）
FLEE FIGHT／SHUFFLE ONE'S FEET／雨が降る頃に…／カムイ／ニューロティカだよSONG

### シングル
|     | 発売日         | タイトル                  | 規格品番  | 収録曲                                                 | 備考                          |
| --- | -------------- | ------------------------- | --------- | ------------------------------------------------------ | ----------------------------- |
| 1st | 1987年         | CHOICE DE' NEWROTeKA      |           | DANCE DE NEWROTeKA/O・SU・I・NU                        |                               |
| 2nd | 1989年9月      | チョイスで会おうぜ        |           |                                                        |                               |
| 3rd | 1990年6月21日  | ア・イ・キ・タ            | CODA-8532 | ア・イ・キ・タ／夏・渚・17才                           | オリコン最高28位、登場回数3回 |
| 4th | 1992年8月1日   | FIGHT!                    | CODA-40   | FIGHT!／中華そばBoogie                                 | オリコン圏外                  |
| 5th | 2005年6月22日  | 燃えろ!88ライダードラゴン | GNCL-9    | 燃えろ!88ライダードラゴン／ややうけライダー やってます | オリコン圏外                  |
| 6th | 2009年12月23日 | バイバイモンキー          | NRRC-0001 | バイバイモンキー/RUN & RUN/Welcome Fuckin' Xmas Night  | オリコン圏外                  |

### オリジナル・アルバム
|      | 発売日                                 | タイトル                                        | 規格品番                                  | 収録曲 | 備考                          |
| ---- | -------------------------------------- | ----------------------------------------------- | ----------------------------------------- | --- | ----------------------------- |
| 1st  | 1989年5月 1998年10月21日 2009年9月24日 | ハーレム野郎                                    | TECN-20427 CORR-10433                     | …to be HARLEM／夏・NANCY・16才／Punch2 Ruby2 Lumba Purple Ranba Ruby2 Lum／悲しきハートブレイカー／シェリーは祭りが大好き／WHISKEy ROCK／LET'S FUCK 1989／Fuchin' Boys／DANCE DE NEW ROTEeKA／THE OUTLOW'S SONG／ROCK & ROLL RAILROAD |                               |
| 2nd  | 1990年7月21日 2009年9月24日            | よっしゃ,よっしゃ,よっしゃーぁ                  | COCA-6486 CORR-10434                      | 悲しきラガー〜闘魂スペシャル〜／Oh!忙し／Fuckin'Girl／流れて／君だけ好きだから／Papillion／まむしのブキ／修豚男歌／悲しきピエロ／ハイリ・ハイリホー・カーニバル／パニック・ナイト／夏・渚・17才 | オリコン最高16位、登場回数5回 |
| 3rd  | 1991年3月27日 2009年9月24日            | So Yes,Sir!                                     | COCA-7362 CORR-10435                      | J-T-W-O（我ここにあり）／NORTHERN LIGHT GENERATION／NIGHT PUNX／Why don't you／シャキッとSAY／浪＜GAMBLER＞漫／KINGS ROAD OF ROUTE16/~KINGS ROAD OF ROUTE16~国道16号線のブルース／ギャルズハンティングルート16／買っちゃるBOOGIE16号／FOLKゲリラLOVE&平和part1／PUNK DE LUMBA／神楽坂の女(ひと) Girl in KIAGURAZAKA／ホールド・イン・ラブ／男達の心／FOLKゲリラLOVE&平和part2／東京DYNAMITE | オリコン最高47位              |
| 4th  | 1992年8月21日 2009年9月24日            | がむしゃら                                      | COCA-10137 CORR-10437                     | ブルドッギング・ボーイ～DYNAMITE KID THE END～／こんなもんじゃねぇだろうI／TOKYO CHATTERLEY／マッスルファイト／中華そばBoogie／GOLD FINGER／A・T・K・T／並じゃねぇ／憧れのRock'n Roll航路／修豚愛歌／こんなもんじゃねぇだろうII／裏A・T・K・T | オリコン最高65位              |
| 5th  | 1993年9月21日 2009年9月24日            | 抜群                                            | COCA-10990 CORR-10438                     | K・I・C・K／ゴージャス・マイ・ライフ／ヘイホTHEホイ／PEOPLE／SCENE 1(ナレーション)／オランウータン／TAKUYA／SCENE 2(ナレーション)／シュギ!／SCENE 3(ナレーション)／ポカポカ／大自然BOY／ALIVE／は・ち・き・れ・ろ／L・O・E | オリコン最高87位              |
| 6th  | 1994年8月21日                          | 崖っぷちのDANCE～前進 前進 また前進～           | COCA-11924 CORR-10439                     | Mr.ROCK MAN／ウェンナウェイ／太陽族／モーレツアーパー娘／花いちもんめ／私の夢に出て来た白い象／FUCKIN'BIRTHDAY／Melody of 87／ケツ／Red Tail Cat Woman／真美子にご用心!?／ロックンロール風俗 | オリコン圏外                  |
| 7th  | 2000年5月26日                          | 絶体絶命のピンチ                                | TV-036                                    | 絶体絶命のピンチに尻尾を高く上げろ／逃亡天使／JET ROCK'N ROLL COASTER／ポケットの中のロックンロール／REBEL CATHARSIS／ひとめぼれだよ人生は／UPPER MY THUMB／H・D・G／誰ノ為ニ走ルンダ／SHIBI DE BABI DE BOO／世界中にアイラブユー、OK／旅に出よう／ROCK MUST GO ON | オリコン圏外                  |
| 8th  | 2001年8月10日                          | スイカマン                                      | TV-061                                    | 夏・スイカ・27才／超純愛組曲第二八王子長調お塩少々(指揮スイカ)／スイカDEATH／気持ちいっぱいビンビンビン!!／NO.5／世界にSKISS／NO.3／風の中のロックンロール／挑発を蹴りあげろ／NO.9／ナンセンスで行こう／ロックンロール風俗パート2 | オリコン圏外                  |
| 9th  | 2002年9月6日                           | 穴をふさげ!                                     | TV-067                                    | 東京ハレンチ天国／SE シズオのひとりごと／サル手品／東京花火／青春III／いちかばちかのJoeanny／No.8／うそになっちまうぜ／へい!そこの彼女俺にスカダンスを教えてくれないか／SE ツアーの帰りのS・A／KISSするDOするDODODO／SOME SWEET DAY／No.4／SE パンチョによろしく ネタ1／憎みきれないハゲチョビン／Too Fast To Live～生き急げ若者よ／俺達いつでもロックバカ | オリコン圏外                  |
| 10th | 2004年5月12日                          | 88ライダー(ややうけライダー)                    | BRRC-0003                                 | 88R／小芝居1／新宿で「バイバイ」／小芝居2／飛べ!コージ!! featuring NAGATA&TAKE／「手紙II」／RAT RACE／二十歳過ぎの青春はタチ悪い／打ち上げ音頭～A.Iカンパニー～／小芝居3 | オリコン最高92位              |
| 11th | 2005年9月21日                          | DIVE INTO FEEDBACK                              | BRRC-0006:初回生産限定盤 BRRC-0007:通常盤 | CD:7つの海を乗り越えて／ダイナマイトでぶっとばせ／太陽をさがして／よろしく哀愁パートⅡ／冬の空／チャンスを穫りにいけ／気まぐれ天使にだまされて／サルピンチ／そんなのロックじゃねぇ／追いかけてロックンロール／パンチョによろしく／北へ向かえ／今日からあしたへ／ROCKで駆け抜けろ DVD:気持ちいっぱいビンビンビン！！／夏・スイカ・27才／ロックンロール風俗パート2／サル手品／FUCKIN' BIRTHDAY／冬の空 | オリコン最高208位             |
| 12th | 2009年4月26日                          | ライブハウスモンスター                          | NRRC-2                                    | ライブハウスモンスター／サーティ・フォーティ／ピエロに抱かれて蝶になれ／新宿ナナ／どんなもんだ！／泥だらけの華／RUN&RUN／夏のバカヤロー／雲を追いかけて／ショックのパー／カレー世界救済計画／七転八起／風を送ろう／バイバイモンキー（熱血先生バージョン） | オリコン最高206位             |
| 13th | 2010年5月5日                           | 別冊ニューロティカ                              | NRRC-0003                                 | 限界ギリギリMY LIFE REVOLUTION／世界の果てまでWOW WOW／絶叫ROCKで踊りやがれ!お前のスタイルGO&GO!／ロックの流れに身をまかせ／オレンジの快速に乗って／サウンドオブパンクロッククレイジー／DANDY DANGDING,DARLIN'DADIDA／飾らないままに | オリコン最高222位             |
| 14th | 2011年5月4日                           | 俺達が歩く道                                    | NRRC-0004                                 | だらしないままゴーイングマイウェイ / ドンパチガチンコ決めようぜ！ / イライラEVERYDAY!! / ピンチはチャンス バカになろうぜ！（メロン記念日提供曲のセルフカバー） / 酒と女と男とロフト / 東京ラブレター / ヤバイほどにヤリ甲斐アリ / 約束の場所 / 転がれ石の様に / とびきりのハッピーバースデー / 風に飛び込め挑戦者！ / 殴り合うより踊りあかせ | オリコン最高176位             |
| 15th | 2012年12月5日                          | サイモンガール☆ファンガール                     | NRRC-0007                                 | NR OFFICE CO. Ltd. / ROCK酒場でROCK! ROCK! ROCK! / お前のROCK’N'ROLL / 過ぎてゆく季節の中で / PON NOT DEAD/ツアーバンドマンによろしく! / 超過激センチメンタル / 日米ホネホネロックンロールホラーショー / パンクロック未来地図 / 有限会社NRオフィス / 三多摩の虎 / 止まらない俺達 / 青春山脈 | オリコン最高270位             |
| 16th | 2014年5月                              | インディーズ日本代表                            | NRRC-0012                                 | 1.ロティカのライブが始まるぜ /2.ロティカV12 /3.HENSHIN/ 4.おかしなおかしなお菓子屋ロックンロール /5.全開ハッピーライフ/ 6.君のメロディ /7.COME ON AND JOIN US/ 8.修豚情歌 /9.冬の朝/ 10.心にバカボンの歌を/ 11.俺は歌舞伎町のムッキーマウス/ 12.オイラはあん娘が好きでした/13.大阪城大作戦 /14.SUNSHINE 2014/15.ビアガーデン/ 16.ハッパキラキラ八王子 /17.ロックンロール風俗パート3/18.（留守電） |                               |
| 17th | 2017年5月                              | 良いか悪いかは別として（笑）                    | NRRC-0019                                 | DISC1:1.パーマネントをあてるんだ/2.永遠ピエロ /3.今すぐGO! /4.ガンギメナイトfeat.ノリピー（シングルバージョン） /5.OH !サマー /6.ノータリンバンド（シングルバージョン）/7.明るい母子家庭 /8.BOSHIKATEI /9.俺達の世界/10.昭和ヒーロー大全集（シングルバージョン） DISC2:バンド33歳誕生日会！/アツシの朗読 |                               |
| 18th | 2017年9月                              | 良いか悪いかは別として（笑）決定盤              | NRRC-0022                                 | 1. パーマネントをあてるんだ/2. 永遠ピエロ/3. 今すぐGO !/4. ガンギメナイト feat.ノリピー (シングルバージョン)/5. OH !サマー/6. ノータリンバンド (シングルバージョン)/7. 明るい母子家庭/8. BOSHIKATEI/9. 俺達の世界/10. 昭和ヒーロー大全集 (シングルバージョン)/11. ガンギメナイト feat.ノリピー (アルバムバージョン) /12. ノータリンバンド (アルバムバージョン)/13. 俺達の世界 (ヒューマニズムバージョン)/14. 昭和ヒーロー大全集 (アルバムバージョン)/15. ガンギメナイト/16. 五十の夜/17. カ・ブ・キ・モ・ノ/18. ロックンロールベイスボール |                               |
| 19th | 2019年10月                             | LOVE☆SONG〜唄を愛したピエロのロックスター人生〜 | YRCN-95311                                | 1.LOVE・SONG feat.綾小路 翔（氣志團）/2.ロックスター人生/3.百万馬力/4.Interlude Ⅰ/5.哀しきピエロ 2019 ver./6.俺のROCK STAGE！/7.飾らないままに！ 2019 ver./8.Interlude Ⅱ/9.お前の街へGO！ feat.綾小路 翔（氣志團） |                               |
| 20th | 2023年6月2日                           | ピエロイズム                                    | NRRC-0026                                 | 1.全力男/2.アクションパンクロッカー/3.背中のナンバー7/4.藤屋ミュージアム/5.涙腺グルグル(Album ver.)/6.空っ風/7.夏・心・39才/8.賛美歌パンク/9.翼なきもの達 (After C ver.)/10.西新宿の月/11.ロティカ 3つの誓い/12.ニンニクマン/13.やっちゃえ! (Album ver.)/14.俺達は○○○○○○○○の子 |                               |

### ミニ・アルバム
|     | 発売日                       | タイトル           | 規格品番             | 収録曲 | 備考             |
| --- | ---------------------------- | ------------------ | -------------------- | --- | ---------------- |
| 1st | 1985年                       | Go Or Stop！！     |                      | Warrior／Go Or Stop!／Hot Rod Man／Panic Life／青いお空に |                  |
| 2nd | 1986年4月                    | Last Peace         |                      | Let's Fuck／High-Ri-Ho Carnival／Last Peace／Godzilla／C'mon／Papillion                                                                                            |                  |
| 3rd | 1987年                       | Dear My All Lovers |                      | Fuck'n Girl ／Nagality ／Sunshine II／修豚哀歌 (Love Song) |                  |
| 4th | 1988年2月 2009年9月24日      | DRINKIN' BOYS      | CORR-10440           | DRINKIN'BOYS／ア・イ・キ・タ／笑えるロビンフッド〜TONE-DE-MONEY／璐薫’狼琉狂走曲（ロックンロールクレイジーラン）／GUARDLINE／修豚哀歌Ⅱ〜Ⅰ I Love youなんて言えねえ |                  |
| 5th | 1991年11月21日 2009年9月24日 | FUCKIN'XmAs        | COCA-5154 CORR-10436 | FUCKIN'XmAs／メシ喰い行こう／それぞれのクリスマス／Sunshine III | オリコン最高99位 |

### ベスト・アルバム
|     | 発売日         | タイトル                                                     | 規格品番   | 収録曲 | 備考                              |
| --- | -------------- | ------------------------------------------------------------ | ---------- | --- | --------------------------------- |
| 1st | 1993年3月21日  | NEW ROTEeKA                                                  | COCA-10648 | DISC1:DRINKIN'BOYS／ア・イ・キ・タ／笑えるロビンフッド／TONE-DE-MONEY／路薫'狼琉狂走曲／GUARD LINE／修豚哀歌II／…to be HARLEM／夏・NANCY・16才／Punch2 Ruby2 Lumba Purple Ranba Ruby2 Lumba／悲しきハートブレイカー／シェリーは祭りが大好き／WHISKEY ROCK／LET'S FUCK1989／Fuckin'Boys／DANCE DE NEW ROTEeKA／THE OUTLOW'S SONG／ROCK'N ROLL RAILROAD／チョイスで会おうぜ／LUCKY LIFE／Blow the wind DISC2:青いお空に／PAPILLON／LAST PEACE／COME ON／WHISKEY ROCK／JUNGLE JACK WARS／幻の○○○○○のテーマ／I'm not tired／新宿ロフト恋の物語／三多摩の女／新宿ロフト恋の物語／三多摩の女 |                                   |
| 2nd | 1995年11月21日 | BEST OF NEW ROTEeKA,THE～よりぬきニューロティカさん～        | COCA-13050 | ア・イ・キ・タ／悲しきラガー／NAGALITY／オランウータン／京DYNAMITE／HOLD IN LOVE／A・T・K・T／こんなもんじゃねえだろうII／ポカポカ／L・O・E／Mr.ROCK MAN／真美子にご用心!?／FUCK'N XmAs／メシ喰い行こう／シュギ!／チョイスで会おうぜ／FIGHT!／太陽族 | オリコン圏外                      |
| 3rd | 2000年11月22日 | Yes! New ROTE'KA                                             | TV-049     | DISC1:シェリーは祭りが大好き／チョイスで会おうぜ／メシ喰い行こう／ア・イ・キ・タ／Fuckin' Boys～ガンッタレナガシの術～／A・T・K・T／夏・渚・17歳／…to be HARLEM／LAST PEACE／ロックンロールクレイジーラン／DRINKIN'BOYS／シェリーは祭りが大好き(カラオケ)／チョイスで会おうぜ(カラオケ)／ア・イ・キ・タ(カラオケ)／…to be HARLEM(カラオケ) DISC2:GODZILLA／WARRIOR／GO STOP!／PANIC LIFE／青いお空に／FUCKIN'GIRL／NAGALITY／SUNSHINE!!／COME ON／PAPILLON／ゴッドファーザー／修豚哀歌(LOVE SONG)／O・SU・INU／LET'S FUCK!／HIGH-RIHHO CARNIVAL／LOVE ME TENDER／LAST PEACE            | セルフカバーアルバム オリコン圏外 |
| 4th | 2001年11月21日 | 俺たちいつでもロックバカ～THE BEST OF NEW ROTEeKA～          | COCP-50660 | DRINKIN' BOYS／NIGHT PUNX／TOKYO CHATTERLEY／ヘイホTHEホイ／夏・NANCY・16才／OH!忙し／FUCKIN' BIRTHDAY／GALS HUNTING ROUTE 16／WHISKEy ROCK／LUCKY LIFE／シャキッとSAY／ウェンナウェイ／並じゃねえ／ケツ／大自然BOY／PANIC LIFE／男達の心／ゴージャス・マイ・ライフ／悲しきピエロ／ロックンロール風俗／ア・イ・キ・タ | オリコン圏外                      |
| 5th | 2004年5月19日  | “泣いて喜べ!ニューロティカCD-BOX”～俺達いつでもロックバカ!～ | COCP-50792 | 9枚組 | オリコン圏外                      |
| 6th | 2006年5月24日  | ベスト 2000～2006 現役                                       | TV-093     | 足踏みかませ／嘘になっちまうぜ／東京ハレンチ天国／気持ちいっぱいビンビンビン／俺達ロティカアミーゴ／旅に出よう／ロックンロール風俗 partII／東京花火／夏・スイカ・27才／いちかばちかのJOEANNY／青春III／世界中にアイ・ラブ・ユー、OK／サル手品／俺たちいつでもロックバカ／SHIBI DE BABI DE BOO!／絶体絶命のピンチに尻尾を高く上げろ!／都会の片隅で／逃亡天使／人を見た目で判断するな!／XL MAN TOKYO | オリコン最高193位                 |
| 7th | 2008年2月      | PUNCH！PUNCH！PUNCH！                                        | TKCA-73306 | 01.DRINKIN’ BOYS / 02.Neat Neat Neat / 03.全部このままで / 04.夏祭り / 05.XL MAN Osaka / 06.青春II / 07.YOU’RE GONNA KILL THAT GIRL / 08.ルパン三世主題歌3~LUPIN DE NEWROTE’K / 09.青いお空に / 10.ダンスナンバー / 11.モロダシ・ヒロイン けっこう仮面 / 12.落陽 / 13.JANIE JONES~DEATH IS A STAR / 14.ONE TWO / 15.WHISKEy ROCK |                                   |
| 8th | 2014年3月      | THE BEST OF NEWROTEeKA                                       | COCP-38470 | 01.チョイスで会おうぜ / 02.ア・イ・キ・タ / 03.悲しきラガー～闘魂スペシャル～ / 04.OH！忙し / 05.悲しきハートブレーカー / 06.新宿ロフト恋の物語 / 07.路薫’狼琉狂走曲 / 08…To be HARLEM / 09.並じゃねえ / 10.悲しきピエロ / 11.夏・ナンシー・16才 / 12.NIGHT PUNX / 13.Why Don’t You /14.A・T・K・T / 15.ゴージャスマイライフ / 16.シュギ！/ 17.は・ち・き・れ・ろ /18.L.O.E /19.モーレツアーパー娘 /20.FUCKIN’ BIRTHDAY /21.DRINKIN’ BOYS |                                   |

### スプリットCD
|     | 発売日                                                     | タイトル                           | 規格品番    | 備考                             |
| --- | ---------------------------------------------------------- | ---------------------------------- | ----------- | -------------------------------- |
| 1st | 2002年12月18日                                             | 誰がバカやねんロックンロールショウ | MGRI-004    | GELUGUGUとのスプリットアルバム   |
| 2nd | 2003年06月04日                                             | カスタネットを鳴らそうぜ!          | CTCR-14255  | GELUGUGUとのスプリットシングル   |
| 3rd | 2003年11月                                                 | A.I COMPANY KAYOU MUSIC SHOW       | A.I-001     | GELUGUGUとのスプリットアルバム   |
| 4th | 2003年11月11日                                             | FUCKIN' Xmas                       | BAT-006     | GELUGUGUとのスプリットシングル   |
| 5th | 2011年12月28日                                             | おつかれサマータイム               | PNK1112-062 | 小向美奈子とのスプリットアルバム |
| 6th | 2011年12月29日 コミックマーケット81先行販売 2012年03月28日 | ロックバカライフ                   | STCD-12     | milktubとのスプリットアルバム    |

### VIDEO/DVD
|      | 発売日         | タイトル                                                                                      | 規格品番   | 備考                                  |
| ---- | -------------- | --------------------------------------------------------------------------------------------- | ---------- | ------------------------------------- |
| 1st  | 1989年9月      | Welcome to the HARLEM                                                                         |            |                                       |
| 2nd  | 2004年5月19日  | “泣いて喜べ!ニューロティカDVD-BOX”～俺達いつでもロックバカ!～                                 | COBA-50800 | オリコン最高186位                     |
| 3rd  | 2004年8月21日  | 88NR20(ややうけニューロティカ20周年)～人を見た目で判断するな!～                               | RTLC-003   | オリコン圏外                          |
| 4th  | 2005年3月      | DVD ROCK魂～ロック＆お笑い編～ニューロティカ＆東京ダイナマイト                                |            |                                       |
| 5th  | 2006年9月27日  | 現役バリバリ 天下統一!                                                                        | TV-95      | オリコン最高238位                     |
| 6th  | 2007年06月13日 | 『Live Shock Loft』DVD ニューロティカ/フラワーカンパニーズ                                    | RTLC-005   | フラワーカンパニーズとのスプリットDVD |
| 7th  | 2007年11月     | DVD-NR                                                                                        |            |                                       |
| 8th  | 2008年5月      | DVD-NR2                                                                                       |            |                                       |
| 9th  | 2008年07月11日 | NEW ROTE'KA × LOFT 200                                                                        | LOCD-003   |                                       |
| 10th | 2009年09月16日 | #ザ・ヒストリー・オブ・ニューロティカ トリロジーvol.1                                         | YOUTH-082  | オリコン圏外                          |
| 11th | 2009年10月21日 | #ザ・ヒストリー・オブ・ニューロティカ トリロジーvol.2                                         | YOUTH-083  | オリコン圏外                          |
| 12th | 2009年11月18日 | #ザ・ヒストリー・オブ・ニューロティカ トリロジーvol.3                                         | YOUTH-084  | オリコン圏外                          |
| 13th | 2009年12月23日 | DVD-NR3                                                                                       | NRV-003    |                                       |
| 14th | 2011年09月14日 | ニューロティカと愉快な仲間達～ネオファミリー大作戦～嗚呼! 若気のいたり～VOL.1                 | YOUTH-135  | オリコン圏外                          |
| 15th | 2011年10月01日 | ニューロティカと愉快な仲間達～ネオファミリー大作戦 (2) ～怒涛! うかれポンチの脳天気ボーイズ～ | YOUTH-136  | オリコン圏外                          |
| 16th | 2011年10月19日 | ニューロティカと愉快な仲間達～ネオファミリー大作戦 (3) ～旅立ち! 喧嘩別れ! そして～           | YOUTH-137  | オリコン圏外                          |
| 17th | 2022年7月7日   | ニューロティカ at 日本武道館 心燃会                                                           | NRRC-0024  |                                       |
| 18th | 2022年12月14日 | 夏・野音・ロティカ38才                                                                        | NRRC-0025  |                                       |

### トリビュートアルバム
|     | 発売日         | タイトル                   | 規格品番   | 備考 |
| --- | -------------- | -------------------------- | ---------- | --- |
| 1st | 2000年         | "NEW ROTE'KA TRIBUTE       |            | GELUGUGUとPOTSHOTが参加 |
| 2nd | 2004年03月17日 | A.I COMPANY                | VICL-61359 | 氣志團、POLYSICS、175R、PUFFY、Dragon Ash、ソウル・フラワー・ユニオン、GELUGUGUなどが参加                                                                        |
| 3rd | 2010年11月10日 | ピエロとスイカと88ライダー | KICS-1624  | フラワーカンパニーズ、TV MURDERS（ヒダカトオル、カジヒデキ、堂島孝平、アヒト・イナザワ）、.RxRxHx、暴動（グループ魂）、MERRY、DJ OZMA、milktub、怒髪天などが参加 |
| 4th | 2012年3月9日   | ミクロティカ               | URMX-004   | U-Rythmix RECORDS、初音ミクによるカバーアルバム |

### 参加作品
| 発売日         | タイトル                                                                              | 規格品番                                  | 収録曲                                                                      |
| -------------- | ------------------------------------------------------------------------------------- | ----------------------------------------- | --------------------------------------------------------------------------- |
| 1986年         | Oi of JAPAN                                                                           |                                           | Drinkin' Boys                                                               |
| 1987年         | Endless Night Carnival～Neo Family Omnibus                                            |                                           | Lucky Life／Love Me Tender／シェリーは祭りが大好き                          |
| 1987年         | STRAIGHT AHEAD                                                                        |                                           | チョイスで会おうぜ／悲しきピエロ-Miss Kに捧ぐ                               |
| 1998年09月23日 | 好きよ!キャプテン～キャプテン・アンソロジーVOL.2                                      | TECN-20402                                | 5.チョイスで会おうぜ                                                        |
| 1998年10月21日 | キャプテン・パンク・セレクション                                                      | TECN-20430                                | 2. DRINKIN’BOYS 12. ア・イ・キ・タ                                          |
| 2000年12月8日  | THIS IS POP 3                                                                         | BSR-0010                                  | 5. 絶体絶命のピンチ尻尾を高くあげろ！                                       |
| 2002年8月28日  | THE BLUE HEARTS 2002 TRIBUTE                                                          | UPCH-1422                                 | 6.ダンス・ナンバー                                                          |
| 2002年11月11日 | JAC POT MANIA                                                                         | BAT-001                                   | 4. 俺達ロティカアミーゴ                                                     |
| 2003年05月21日 | WALK TOWARDS THE FUTURE 〜JUN SKY WALKER(S) TRIBUTE〜                                 | TFCC-86129                                | 3.全部このままで                                                            |
| 2003年06月25日 | 俺メロ Respect                                                                        | DNUTR-001                                 | 11. 落陽（吉田拓郎）                                                        |
| 2003年7月9日   | パンクロック・バトルロイヤル-ヘッドロックナイト・コンピレーション-                    | WPCL-10009                                | 10. 嘘になっちまうぜ                                                        |
| 2003年08月27日 | キャロル トリビュート                                                                 | UPCH-1276                                 | 3.ルイジアンナ                                                              |
| 2003年09月17日 | BEST OF 蓮沼 1999→2003                                                                | DIGA-001                                  | 16. 夏・スイカ・27才                                                        |
| 2003年10月01日 | GET THE PUNK -J PUNK & NEW WAVE-                                                      | TECN-63881                                | DISC3-11.ア･イ･キ･タ                                                        |
| 2003年10月08日 | TV FREAK A GOGO#3                                                                     | TV-081                                    | 5. 嘘になっちまうぜ 25. 誰ノ為ニ走ルンダ                                    |
| 2003年11月19日 | POP PUNK PARADISE                                                                     | SHB-1001                                  | 2.ばっくれエンジェル（ネストバージョン）                                    |
| 2003年11月19日 | THE CLASH TRIBUTE                                                                     | SICL-68                                   | 9.Janie Jones/Death Is Astar(Medley)                                        |
| 2004年12月16日 | CROSS-THE STREET                                                                      | VICL-61531                                | DISC2-5.夏祭り[Jitterin'Jinn]                                               |
| 2005年09月07日 | GO!GO!NAGAI Tribute to the NAGAI GO                                                   | TKCA-72901                                | 12.モロダシヒロイン けっこう仮面                                            |
| 2005年09月21日 | BUG ROCK PARTY！!                                                                     | BRRC-0008                                 | 4. 88R 9. 人を見た目で判断するな！                                          |
| 2006年10月25日 | ゲルググ・アミーゴス                                                                  | IDCA-1028                                 | 4.XL MAN OSAKA                                                              |
| 2007年04月18日 | PARTY！！                                                                             | LTDC-101                                  | 4. ダイナマイトでぶっとばせ                                                 |
| 2009年03月25日 | バンドブームとかそのころロック !                                                      | AVCD-23848                                | 5.チョイスで会おうぜ                                                        |
| 2010年02月17日 | メロン記念日「MELON'S NOT DEAD」                                                      | EPCE-5692                                 | 3.ピンチはチャンス バカになろうぜ! (Album Ver.)/メロン記念日×ニューロティカ |
| 2010年02月24日 | THE BLUE HEARTS "20th Anniversary" TRIBUTE                                            | TKCA-73508 TKCA-73512                     | 4.終わらない歌                                                              |
| 2010年11月10日 | Oi Oi Oi -Tribute To COBRA-                                                           | CAAC-1004                                 | 11.WARRIOR'S ROCK                                                           |
| 2012年10月24日 | キング・ソングス・オブ・キャプテンレコード                                            | CDSOL-1523                                | 8.チョイスで会をうぜ                                                        |
| 2013年01月09日 | SiNG ALONG WiTH POTSHOT                                                               | CBR-54                                    | 12. MEXICO                                                                  |
| 2013年11月06日 | パンクリブス!フォーエバー 2013                                                        | PLF-2013                                  | 9.DRINKIN' BOYS 10.アイキタ 11.飾らないままに                               |
| 2014年07月09日 | ベイビーレイズ「ベイビーレイズ 伝説の雷舞 猛虎襲来 2013.12.22 shinkiba studio coast」 | PCBP-53094                                | DISC2-2.クリスマスがライバル with ニューロティカ                            |
| 2015年03月18日 | THE REVIVAL OF TRIAD [2015]                                                           | COCP-39084                                | 7.ア・イ・キ・タ                                                            |
| 2019年03月13日 | 私立恵比寿中学「MUSiC」                                                               | SECL-2393～2394 SECL-2395～2396 SECL-2397 | 12.元気しかない!                                                            |

### 書籍
- ロッキンピエロによろしく哀愁!(2014年12月27日/9784907929053)

## タイアップ
| 年     | 曲名    | タイアップ                                 |
| ------ | ------- | ------------------------------------------ |
| 1990年 | Oh!忙し | さくらや「いつだって、バーゲン。」CMソング |

## ミュージックビデオ
| 監督                         | 曲名                                                             |
| 井本学明                     | 「うそになっちまうぜ」                                           |
| 井本学明                     | 「夏･スイカ･27才」                                               |
| 小川でやんす Takashi Suenaga | 「ガンギメナイト」                                               |
| 男原健太                     | 「悲しきラガー」                                                 |
| 清家崇人                     | 「気持ちいっぱいビンビンビン from DVD「現役バリバリ天下統一!」」 |
| 熊谷祐紀                     | 「燃えろ!88ライダードラゴン」                                    |
| 末吉のぶ                     | 「88R」                                                          |
| 末吉のぶ                     | 「太陽をさがして」                                               |
| 千田一騎                     | 「足踏みかませ」                                                 |
| NABO                         | 「イライラEVERYDAY!!」                                           |
| NABO                         | 「バイバイモンキー」                                             |
| ナリオ                       | 「ライブハウスモンスター」                                       |
| 中島たくみ                   | 「飾らないままに」                                               |
| 不明                         | 「ア･イ･キ･タ」                                                  |

## 主な出演イベント
- 1989年08月20日 - Rock'n Roll Olympic 1989
- 1990年08月12日 - Rock'n Roll Olympic 1990
- 1991年08月18日 - Rock'n Roll Olympic 1991
- 1992年08月09日 - Rock'n Roll Olympic 1992
- 1994年08月21日 - Rock'n Roll Olympic 1994
- 2001年07月25日 - THE ROCK GIGS SPECIAL 2001
- 2003年12月30日 - LIVE DI:GA SPECIAL 2003 ACT:1
- 2004年08月14日 - RISING SUN ROCK FESTIVAL 2004 in EZO
- 2006年07月29日 - AOMORI ROCK FESTIVAL '06 ～夏の魔物～
- 2006年08月05日 - 八食サマーフリーライブ 2006
- 2009年04月17日 - CAPITAL RADIO'09 ～栗秋魂～
- 2009年04月26日 - ARABAKI ROCK FEST.09
- 2010年04月04日 - MAVERICK KITCHEN
- 2010年08月08日 - BASEMENT UNLAWFUL ASSEMBILY2010 BASEMENT CLUB 10th ANNIVERSARY SPECIAL
- 2010年12月31日 - THE FINAL OF 2010 ～第2部～ シンジュクアクション 日本のロックの夜明け
- 2011年05月09日 - 極東ROCK'N'ROLL HIGH SCHOOL 「放課後の道化師達」
- 2012年05月05日 - COMIN'KOBE12
- 2012年07月21日 - FREEDOM NAGOYA 2012
- 2012年08月19日 - A DEEP TIES vol.24
- 2012年09月16日 - PROUD HAMMERS PRESENTS!CHAMPION CARNIVAL ～ALL JAPAN PUNK FESTIVAL SERIES 2012～
- 2012年09月22日 - AOMORI ROCK FESTIVAL '12 ～夏の魔物～
- 2012年12月31日 - 歌舞伎町ロックンロールオリンピック2012
- 2012年10月02日 - 南野信吾追悼 ShingoMinamino"Pure"Night ～すべては彼のために～
- 2012年12月24日 - 『交フェス!!クリスマスイブin新宿ロフト』～アイドルVSロック～
- 2012年12月31日 - 歌舞伎町ロックンロールオリンピック2012
- 2013年01月02日 - 1月2日に新宿ロフトでやってやる!恒例!仲野茂誕生会&大新年会
- 2013年01月04日 - 新宿ロフト presents Our Shining Idol!! ～今君に会いたい～ 新年会スペシャル!!
- 2013年03月10日 - ハイブリッド バトル ツアー
- 2013年03月28日 - Our Shining Idol!! ～いま君に会いたい～ Spring Festival!
- 2013年05月21日 - JUN SKY WALKER(S) ～この日から僕らは歩いてきた～ J(S)W 25周年スペシャルライブ
- 2013年07月13日〜11月04日 - ラフィン×ロティカ・タンブリング・リターンズ2013
- 2013年08月12日 - BORN BATTLE in SUMMER 2013!!【DIE or DIE】
- 2013年10月18日 - タワーレコード新宿店15周年大感謝祭スペシャル「15の夜。」
- 2014年01月02日 - 1月2日に新宿ロフトでやってやる!恒例!仲野茂誕生会&大新年会
- 2014年01月07日 - Our Shining Idol～今君に会いたい～お正月SP
- 2014年01月11日 - 女をなめんなよスペシャルvol.4
- 2014年04月15日 - 夜桜極蔵生誕50周年祭
- 2014年04月29日 - COMIN'KOBE14
- 2014年06月21日 - YATSUI FESTIVAL! 2014
- 2014年07月16日 - オフィス男闘呼塾エンターテインメント Presents 氣志團現象2014「極東ロックンロール・ハイスクール 第弍章」 #42 ニューロティカ vs PUFFY vs 氣志團 ～ワンナイト・ネホリーナ・ハホリーナ・ナボリーナ・カーニバル～
- 2014年08月21日 - UKFC on the Road 2014
- 2014年08月30日 - PIRATE SHIP 2014 "SKOAL"
- 2014年09月07日 - OTODAMA'14 ～音泉魂～
- 2014年09月13日 - 氣志團万博2014 ～房総大パニック!超激突!!
- 2014年11月30日 - SHINJUKU LOFT 15TH ANNIVERSARY LOFT MUSIC & CULTURE FESTIVAL 2014
- 2014年12月31日 - Shinjuku Loft Presents The Final Of 2014♯2
- 2015年01月02日 - 1月2日に新宿ロフトでやってやる!仲野茂 生誕55周年ゾロ目スペシャル!
- 2015年01月14日 - Our Shining Idol ～今君に会いたい～ 新年会SP
- 2015年01月18日 - SANDINISTA! presents『Bollocks Night』
- 2015年01月20日 - 日本工学院ミュージックカレッジ presents HACHI-ON
- 2015年02月15日 - 仮面女子×Gacharic Spin 赤裸ライアーツアー
- 2015年05月10日 - Grateful Year 2015「NOnsenSe MARkeT 1F」
- 2015年06月10日 - -南野信吾追悼-ShingoMinamino"Pure"Night VOL.3 ～すべては彼のために～
- 2015年06月21日 - YATSUI FESTIVAL! 2015
- 2015年08月01日 - UCHUSENTAI:NOIZ × ESAKA MUSE Presents RAVE UP BIG BOMBER CAMP2015
- 2015年08月08日 - BASEMENT UNLAWFUL ASSEMBLY 2015 -BASEMENT CLUB 15th ANNIVERSARY SPECIAL
- 2015年08月09日 - NEVER MIND THE BOLLOCKS
- 2015年08月28日 - 夏の魔物10回記念イベント～下巻～
- 2015年09月12日 - AOMORI ROCK FESTIVAL '15 ～夏の魔物～
- 2016年09月01日 - SHINJUKU LOFT 40TH ANNIVERSARY 40YEARSx40LIVES　FIRST DAY SPECIAL 2 MAN w/ザ・クロマニヨンズ
- 2018年10月20日 - Zepp de NEW ROTE'KA〜祝2000本達成ライブ〜
- 2021年12月12日 - 新宿LOFT（出演回数300回）
- 2022年01月03日 - 日本武道館 ニューロティカ の『心燃会』
- 2022年01月04日 - 新宿LOFT 〜日本武道館『後夜祭』〜